# Anonyx abei
Anonyx abei is een vlokreeftensoort uit de familie van de Uristidae. De wetenschappelijke naam van de soort is voor het eerst geldig gepubliceerd in 2001 door Takekawa & Ishimaru.